# Hoplistocerus bonsae
Hoplistocerus bonsae là một loài bọ cánh cứng trong họ Cerambycidae.